# Bruant noir et blanc
Calamospiza melanocorys
Genre
Espèce
Répartition géographique
- Aire de nidification
- Aire de nidification (peu commun)
- Présent à l'année
- Voie migratoire
- Aire d'hivernage

Statut de conservation UICN

 LC  : Préoccupation mineure
Le Bruant noir et blanc (Calamospiza melanocorys) est une espèce de passereau appartenant à la famille des Passerellidae, la seule du genre Calamospiza.
Le bruant noir et blanc est l'oiseau d'État du Colorado depuis 1931.

## Répartition

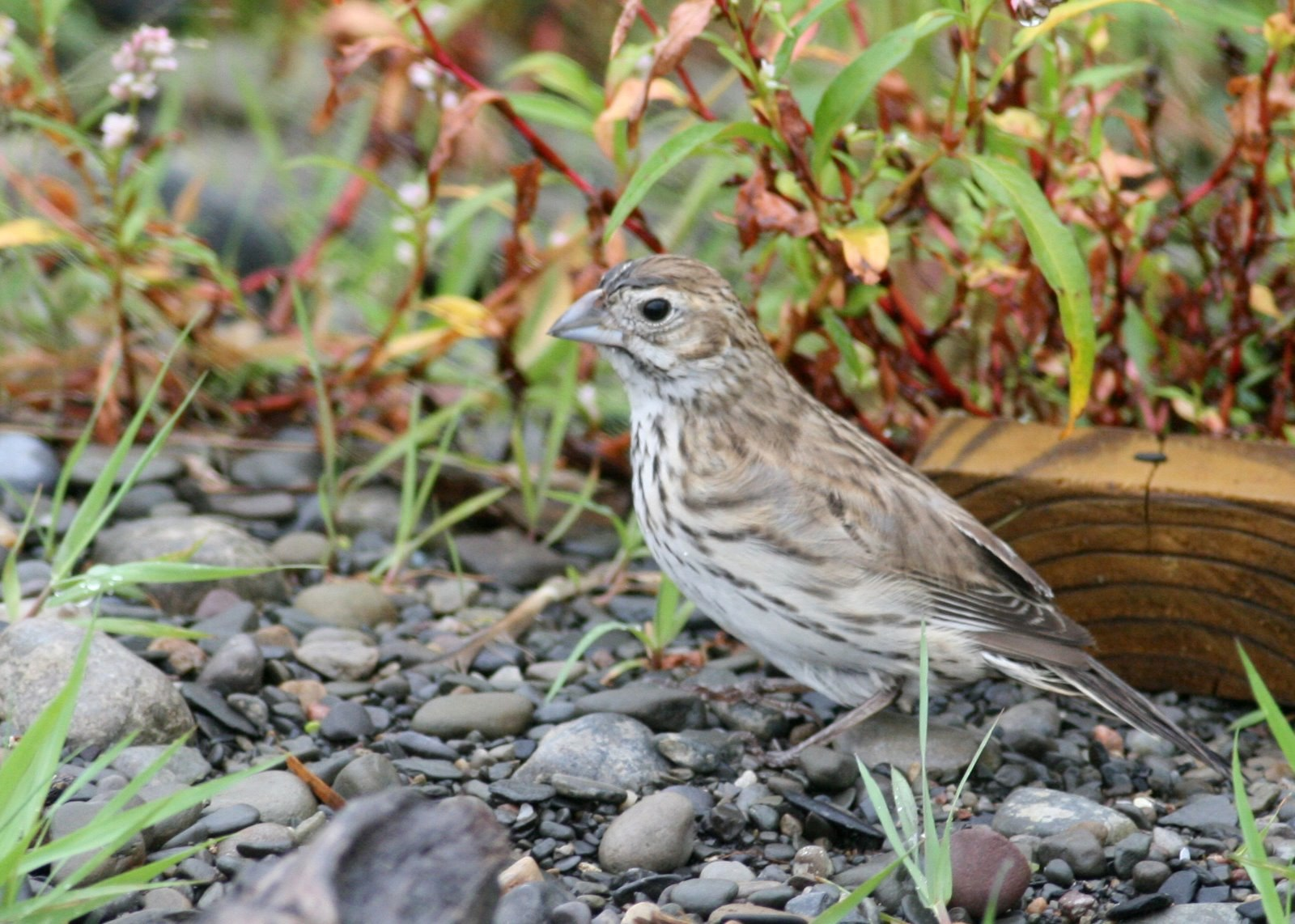
Une femelle.

Cet oiseau est notamment répandu à travers les prairies d'Amérique du Nord.